# Epipocus figuratus
Epipocus figuratus är en skalbaggsart som beskrevs av Gerstaecker 1858. Epipocus figuratus ingår i släktet Epipocus och familjen svampbaggar. Inga underarter finns listade i Catalogue of Life.